# Unité urbaine de Lyon
L'unité urbaine de Lyon désigne selon l'Insee l'ensemble des communes ayant une continuité de bâti autour de la ville de Lyon. Cette unité urbaine, ou agglomération dans le langage courant, regroupe, en 2022, 1 715 750 habitants sur une superficie de 1 141,40 km2. Elle est la deuxième agglomération la plus peuplée de France.

## Caractéristiques

Carte des principales agglomérations en France en 2022.

D'après la définition qu'en donnait l'Insee en 2010, l'unité urbaine de Lyon était composée de 127 communes, dont 55 dans la métropole de Lyon, 50 dans le Rhône, 21 dans l'Ain et 1 dans l'Isère. Entre 1999 et 2010, l'unité urbaine de Lyon s'était étendue puisqu'elle avait gagné 29 communes, incluant alors l'ancienne unité urbaine de Villefranche-sur-Saône.
Dans le nouveau zonage de 2020, elle est composée de 124 communes, dont 55 dans la métropole de Lyon, 48 dans le Rhône, 20 dans l'Ain et 1 dans l'Isère. De 2010 à 2020, elle perd 4 communes (Messimy-sur-Saône dans l'Ain, Soucieu-en-Jarrest, Saint-Romain-en-Gier et Simandres dans le Rhône) et en gagne une (Toussieu dans le Rhône). À la suite de la fusion d'Oullins et Pierre-Bénite, toutes deux constituantes de l'unité urbaine, pour constituer la commune de Oullins-Pierre-Bénite le 1er janvier 2024, le nombre de communes diminue à 123 tout en conservant le même périmètre. Il est de 54 communes dans la métropole de Lyon.
En 2022, ses 1 715 750 habitants font d'elle la 2e unité urbaine de France, après celle de Paris (10 944 094 habitants) et devant celle de Marseille-Aix-en-Provence (1 635 154 habitants) et la 1re dans la région Auvergne-Rhône-Alpes.
Le tableau suivant détaille l'importance de l'unité urbaine (2022) dans chaque département :
| Département       | Communes | Communes (%) | Superficie (km²) | Superficie (%) | Population (2022) | Population (%) |
| ----------------- | -------- | ------------ | ---------------- | -------------- | ----------------- | -------------- |
| Ain               | 20       | 5,1          | 179,68           | 3,1            | 74 249            | 11,06          |
| Isère             | 1        | 0,2          | 7,91             | 0,1            | 6 484             | 0,5            |
| Rhône             | 48       | 23,1         | 461,60           | 17,0           | 215 564           | 45,44          |
| Métropole de Lyon | 54       | 93,1         | 492,21           | 92,2           | 1 419 453         | 99,01          |
| Total             | 123      |              | 1 141,40         |                | 1 715 750         |                |

## Composition
L'unité urbaine de Lyon est composée des 123 communes suivantes, classées par code Insee :
| Nom                       | Code Insee | Département | Statut       | Superficie (km2) | Population (dernière pop. légale) | Densité (hab./km2) | Modifier                                    |
| ------------------------- | ---------- | ----------- | ------------ | ---------------- | --------------------------------- | ------------------ | ------------------------------------------- |
| Lyon (ville-centre)       | 69123      | Rhône       | ville-centre | 47,87            | 520 774 (2022)                    | 10 879             | modifier les données · modifier les données |
| Beauregard                | 01030      | Ain         | banlieue     | 0,94             | 826 (2022)                        | 879                | modifier les données · modifier les données |
| Beynost                   | 01043      | Ain         | banlieue     | 10,64            | 4 936 (2022)                      | 464                | modifier les données · modifier les données |
| La Boisse                 | 01049      | Ain         | banlieue     | 9,40             | 3 401 (2022)                      | 362                | modifier les données · modifier les données |
| Dagneux                   | 01142      | Ain         | banlieue     | 6,65             | 4 741 (2022)                      | 713                | modifier les données · modifier les données |
| Fareins                   | 01157      | Ain         | banlieue     | 8,22             | 2 524 (2022)                      | 307                | modifier les données · modifier les données |
| Frans                     | 01166      | Ain         | banlieue     | 7,98             | 2 547 (2022)                      | 319                | modifier les données · modifier les données |
| Jassans-Riottier          | 01194      | Ain         | banlieue     | 4,81             | 6 315 (2022)                      | 1 313              | modifier les données · modifier les données |
| Massieux                  | 01238      | Ain         | banlieue     | 3,10             | 2 733 (2022)                      | 882                | modifier les données · modifier les données |
| Miribel                   | 01249      | Ain         | banlieue     | 24,49            | 10 450 (2022)                     | 427                | modifier les données · modifier les données |
| Misérieux                 | 01250      | Ain         | banlieue     | 7,41             | 2 010 (2022)                      | 271                | modifier les données · modifier les données |
| Montluel                  | 01262      | Ain         | banlieue     | 40,11            | 6 879 (2022)                      | 172                | modifier les données · modifier les données |
| Neyron                    | 01275      | Ain         | banlieue     | 5,36             | 2 479 (2022)                      | 463                | modifier les données · modifier les données |
| Parcieux                  | 01285      | Ain         | banlieue     | 3,14             | 1 317 (2022)                      | 419                | modifier les données · modifier les données |
| Reyrieux                  | 01322      | Ain         | banlieue     | 15,70            | 5 228 (2022)                      | 333                | modifier les données · modifier les données |
| Saint-Bernard             | 01339      | Ain         | banlieue     | 3,15             | 1 544 (2022)                      | 490                | modifier les données · modifier les données |
| Saint-Didier-de-Formans   | 01347      | Ain         | banlieue     | 6,53             | 2 176 (2022)                      | 333                | modifier les données · modifier les données |
| Sainte-Euphémie           | 01353      | Ain         | banlieue     | 4,61             | 1 741 (2022)                      | 378                | modifier les données · modifier les données |
| Saint-Maurice-de-Beynost  | 01376      | Ain         | banlieue     | 6,99             | 4 243 (2022)                      | 607                | modifier les données · modifier les données |
| Toussieux                 | 01423      | Ain         | banlieue     | 4,74             | 1 228 (2022)                      | 259                | modifier les données · modifier les données |
| Trévoux                   | 01427      | Ain         | banlieue     | 5,71             | 6 931 (2022)                      | 1 214              | modifier les données · modifier les données |
| Chasse-sur-Rhône          | 38087      | Isère       | banlieue     | 7,91             | 6 484 (2022)                      | 820                | modifier les données · modifier les données |
| Albigny-sur-Saône         | 69003      | Rhône       | banlieue     | 2,57             | 3 013 (2022)                      | 1 172              | modifier les données · modifier les données |
| Ambérieux                 | 69005      | Rhône       | banlieue     | 4,55             | 629 (2022)                        | 138                | modifier les données · modifier les données |
| Anse                      | 69009      | Rhône       | banlieue     | 15,23            | 8 139 (2022)                      | 534                | modifier les données · modifier les données |
| Arnas                     | 69013      | Rhône       | banlieue     | 17,52            | 4 408 (2022)                      | 252                | modifier les données · modifier les données |
| Belmont-d'Azergues        | 69020      | Rhône       | banlieue     | 1,51             | 717 (2022)                        | 475                | modifier les données · modifier les données |
| Brignais                  | 69027      | Rhône       | banlieue     | 10,36            | 12 330 (2022)                     | 1 190              | modifier les données · modifier les données |
| Brindas                   | 69028      | Rhône       | banlieue     | 11,27            | 6 718 (2022)                      | 596                | modifier les données · modifier les données |
| Bron                      | 69029      | Rhône       | banlieue     | 10,30            | 42 850 (2022)                     | 4 160              | modifier les données · modifier les données |
| Cailloux-sur-Fontaines    | 69033      | Rhône       | banlieue     | 8,69             | 2 951 (2022)                      | 340                | modifier les données · modifier les données |
| Caluire-et-Cuire          | 69034      | Rhône       | banlieue     | 10,45            | 43 479 (2022)                     | 4 161              | modifier les données · modifier les données |
| Champagne-au-Mont-d'Or    | 69040      | Rhône       | banlieue     | 2,59             | 6 124 (2022)                      | 2 364              | modifier les données · modifier les données |
| Chaponost                 | 69043      | Rhône       | banlieue     | 16,32            | 9 217 (2022)                      | 565                | modifier les données · modifier les données |
| Charbonnières-les-Bains   | 69044      | Rhône       | banlieue     | 4,13             | 5 272 (2022)                      | 1 277              | modifier les données · modifier les données |
| Charly                    | 69046      | Rhône       | banlieue     | 5,09             | 4 670 (2022)                      | 917                | modifier les données · modifier les données |
| Charnay                   | 69047      | Rhône       | banlieue     | 7,06             | 1 031 (2022)                      | 146                | modifier les données · modifier les données |
| Chasselay                 | 69049      | Rhône       | banlieue     | 12,78            | 2 901 (2022)                      | 227                | modifier les données · modifier les données |
| Chazay-d'Azergues         | 69052      | Rhône       | banlieue     | 5,94             | 4 270 (2022)                      | 719                | modifier les données · modifier les données |
| Les Chères                | 69055      | Rhône       | banlieue     | 5,46             | 1 504 (2022)                      | 275                | modifier les données · modifier les données |
| Civrieux-d'Azergues       | 69059      | Rhône       | banlieue     | 5,02             | 1 633 (2022)                      | 325                | modifier les données · modifier les données |
| Cogny                     | 69061      | Rhône       | banlieue     | 5,83             | 1 198 (2022)                      | 205                | modifier les données · modifier les données |
| Collonges-au-Mont-d'Or    | 69063      | Rhône       | banlieue     | 3,78             | 4 604 (2022)                      | 1 218              | modifier les données · modifier les données |
| Couzon-au-Mont-d'Or       | 69068      | Rhône       | banlieue     | 3,11             | 2 541 (2022)                      | 817                | modifier les données · modifier les données |
| Craponne                  | 69069      | Rhône       | banlieue     | 4,62             | 12 170 (2022)                     | 2 634              | modifier les données · modifier les données |
| Curis-au-Mont-d'Or        | 69071      | Rhône       | banlieue     | 3,03             | 1 186 (2022)                      | 391                | modifier les données · modifier les données |
| Dardilly                  | 69072      | Rhône       | banlieue     | 13,99            | 8 980 (2022)                      | 642                | modifier les données · modifier les données |
| Denicé                    | 69074      | Rhône       | banlieue     | 9,53             | 1 574 (2022)                      | 165                | modifier les données · modifier les données |
| Dommartin                 | 69076      | Rhône       | banlieue     | 7,22             | 2 607 (2022)                      | 361                | modifier les données · modifier les données |
| Écully                    | 69081      | Rhône       | banlieue     | 8,45             | 18 019 (2022)                     | 2 132              | modifier les données · modifier les données |
| Fleurieu-sur-Saône        | 69085      | Rhône       | banlieue     | 2,91             | 1 549 (2022)                      | 532                | modifier les données · modifier les données |
| Fontaines-Saint-Martin    | 69087      | Rhône       | banlieue     | 2,74             | 3 070 (2022)                      | 1 120              | modifier les données · modifier les données |
| Fontaines-sur-Saône       | 69088      | Rhône       | banlieue     | 2,32             | 7 005 (2022)                      | 3 019              | modifier les données · modifier les données |
| Francheville              | 69089      | Rhône       | banlieue     | 8,18             | 15 664 (2022)                     | 1 915              | modifier les données · modifier les données |
| Givors                    | 69091      | Rhône       | banlieue     | 17,34            | 20 943 (2022)                     | 1 208              | modifier les données · modifier les données |
| Gleizé                    | 69092      | Rhône       | banlieue     | 10,46            | 7 824 (2022)                      | 748                | modifier les données · modifier les données |
| Grézieu-la-Varenne        | 69094      | Rhône       | banlieue     | 7,45             | 6 284 (2022)                      | 843                | modifier les données · modifier les données |
| Grigny-sur-Rhône          | 69096      | Rhône       | banlieue     | 5,75             | 9 941 (2022)                      | 1 729              | modifier les données · modifier les données |
| Irigny                    | 69100      | Rhône       | banlieue     | 8,84             | 8 909 (2022)                      | 1 008              | modifier les données · modifier les données |
| Lacenas                   | 69105      | Rhône       | banlieue     | 3,36             | 1 029 (2022)                      | 306                | modifier les données · modifier les données |
| Lachassagne               | 69106      | Rhône       | banlieue     | 3,53             | 1 334 (2022)                      | 378                | modifier les données · modifier les données |
| Lentilly                  | 69112      | Rhône       | banlieue     | 18,39            | 6 541 (2022)                      | 356                | modifier les données · modifier les données |
| Limas                     | 69115      | Rhône       | banlieue     | 5,52             | 4 749 (2022)                      | 860                | modifier les données · modifier les données |
| Limonest                  | 69116      | Rhône       | banlieue     | 8,39             | 3 933 (2022)                      | 469                | modifier les données · modifier les données |
| Lissieu                   | 69117      | Rhône       | banlieue     | 5,66             | 3 193 (2022)                      | 564                | modifier les données · modifier les données |
| Loire-sur-Rhône           | 69118      | Rhône       | banlieue     | 16,60            | 2 736 (2022)                      | 165                | modifier les données · modifier les données |
| Lozanne                   | 69121      | Rhône       | banlieue     | 5,50             | 3 182 (2022)                      | 579                | modifier les données · modifier les données |
| Lucenay                   | 69122      | Rhône       | banlieue     | 6,27             | 2 068 (2022)                      | 330                | modifier les données · modifier les données |
| Marcilly-d'Azergues       | 69125      | Rhône       | banlieue     | 4,18             | 1 004 (2022)                      | 240                | modifier les données · modifier les données |
| Marcy                     | 69126      | Rhône       | banlieue     | 3,33             | 879 (2022)                        | 264                | modifier les données · modifier les données |
| Marcy-l'Étoile            | 69127      | Rhône       | banlieue     | 5,37             | 3 711 (2022)                      | 691                | modifier les données · modifier les données |
| Messimy                   | 69131      | Rhône       | banlieue     | 11,10            | 3 565 (2022)                      | 321                | modifier les données · modifier les données |
| Millery                   | 69133      | Rhône       | banlieue     | 9,22             | 4 323 (2022)                      | 469                | modifier les données · modifier les données |
| Montagny                  | 69136      | Rhône       | banlieue     | 8,30             | 3 212 (2022)                      | 387                | modifier les données · modifier les données |
| Morancé                   | 69140      | Rhône       | banlieue     | 9,25             | 2 267 (2022)                      | 245                | modifier les données · modifier les données |
| La Mulatière              | 69142      | Rhône       | banlieue     | 1,82             | 6 554 (2022)                      | 3 601              | modifier les données · modifier les données |
| Neuville-sur-Saône        | 69143      | Rhône       | banlieue     | 5,47             | 7 807 (2022)                      | 1 427              | modifier les données · modifier les données |
| Orliénas                  | 69148      | Rhône       | banlieue     | 10,42            | 2 633 (2022)                      | 253                | modifier les données · modifier les données |
| Oullins-Pierre-Bénite     | 69149      | Rhône       | banlieue     | 8,88             | 37 928 (2022)                     | 4 271              | modifier les données · modifier les données |
| Pommiers                  | 69156      | Rhône       | banlieue     | 7,76             | 2 629 (2022)                      | 339                | modifier les données · modifier les données |
| Porte des Pierres Dorées  | 69114      | Rhône       | banlieue     | 13,33            | 4 079 (2022)                      | 306                | modifier les données · modifier les données |
| Rochetaillée-sur-Saône    | 69168      | Rhône       | banlieue     | 1,29             | 1 546 (2022)                      | 1 198              | modifier les données · modifier les données |
| Saint-Cyr-au-Mont-d'Or    | 69191      | Rhône       | banlieue     | 7,29             | 6 113 (2022)                      | 839                | modifier les données · modifier les données |
| Saint-Didier-au-Mont-d'Or | 69194      | Rhône       | banlieue     | 8,34             | 7 405 (2022)                      | 888                | modifier les données · modifier les données |
| Sainte-Consorce           | 69190      | Rhône       | banlieue     | 5,81             | 2 109 (2022)                      | 363                | modifier les données · modifier les données |
| Saint-Fons                | 69199      | Rhône       | banlieue     | 6,06             | 19 549 (2022)                     | 3 226              | modifier les données · modifier les données |
| Sainte-Foy-lès-Lyon       | 69202      | Rhône       | banlieue     | 6,83             | 21 893 (2022)                     | 3 205              | modifier les données · modifier les données |
| Saint-Genis-Laval         | 69204      | Rhône       | banlieue     | 12,92            | 21 329 (2022)                     | 1 651              | modifier les données · modifier les données |
| Saint-Genis-les-Ollières  | 69205      | Rhône       | banlieue     | 3,74             | 5 370 (2022)                      | 1 436              | modifier les données · modifier les données |
| Saint-Jean-des-Vignes     | 69212      | Rhône       | banlieue     | 2,57             | 472 (2022)                        | 184                | modifier les données · modifier les données |
| Saint-Romain-au-Mont-d'Or | 69233      | Rhône       | banlieue     | 2,62             | 1 241 (2022)                      | 474                | modifier les données · modifier les données |
| Taluyers                  | 69241      | Rhône       | banlieue     | 8,09             | 2 657 (2022)                      | 328                | modifier les données · modifier les données |
| Tassin-la-Demi-Lune       | 69244      | Rhône       | banlieue     | 7,79             | 22 819 (2022)                     | 2 929              | modifier les données · modifier les données |
| Thurins                   | 69249      | Rhône       | banlieue     | 19,36            | 3 268 (2022)                      | 169                | modifier les données · modifier les données |
| La Tour-de-Salvagny       | 69250      | Rhône       | banlieue     | 8,43             | 4 460 (2022)                      | 529                | modifier les données · modifier les données |
| Vaugneray                 | 69255      | Rhône       | banlieue     | 25,02            | 6 198 (2022)                      | 248                | modifier les données · modifier les données |
| Vaulx-en-Velin            | 69256      | Rhône       | banlieue     | 20,95            | 52 448 (2022)                     | 2 503              | modifier les données · modifier les données |
| Vénissieux                | 69259      | Rhône       | banlieue     | 15,33            | 66 701 (2022)                     | 4 351              | modifier les données · modifier les données |
| Vernaison                 | 69260      | Rhône       | banlieue     | 4,03             | 5 175 (2022)                      | 1 284              | modifier les données · modifier les données |
| Villefranche-sur-Saône    | 69264      | Rhône       | banlieue     | 9,48             | 36 224 (2022)                     | 3 821              | modifier les données · modifier les données |
| Villeurbanne              | 69266      | Rhône       | banlieue     | 14,52            | 162 207 (2022)                    | 11 171             | modifier les données · modifier les données |
| Vourles                   | 69268      | Rhône       | banlieue     | 5,60             | 3 353 (2022)                      | 599                | modifier les données · modifier les données |
| Chaponnay                 | 69270      | Rhône       | banlieue     | 18,89            | 4 519 (2022)                      | 239                | modifier les données · modifier les données |
| Chassieu                  | 69271      | Rhône       | banlieue     | 11,57            | 11 214 (2022)                     | 969                | modifier les données · modifier les données |
| Communay                  | 69272      | Rhône       | banlieue     | 10,54            | 4 524 (2022)                      | 429                | modifier les données · modifier les données |
| Corbas                    | 69273      | Rhône       | banlieue     | 11,88            | 11 196 (2022)                     | 942                | modifier les données · modifier les données |
| Décines-Charpieu          | 69275      | Rhône       | banlieue     | 17,01            | 29 905 (2022)                     | 1 758              | modifier les données · modifier les données |
| Feyzin                    | 69276      | Rhône       | banlieue     | 9,64             | 9 727 (2022)                      | 1 009              | modifier les données · modifier les données |
| Genas                     | 69277      | Rhône       | banlieue     | 23,84            | 13 446 (2022)                     | 564                | modifier les données · modifier les données |
| Genay                     | 69278      | Rhône       | banlieue     | 8,49             | 5 632 (2022)                      | 663                | modifier les données · modifier les données |
| Marennes                  | 69281      | Rhône       | banlieue     | 12,44            | 1 979 (2022)                      | 159                | modifier les données · modifier les données |
| Meyzieu                   | 69282      | Rhône       | banlieue     | 23,01            | 36 437 (2022)                     | 1 584              | modifier les données · modifier les données |
| Mions                     | 69283      | Rhône       | banlieue     | 11,57            | 13 716 (2022)                     | 1 185              | modifier les données · modifier les données |
| Montanay                  | 69284      | Rhône       | banlieue     | 7,16             | 3 270 (2022)                      | 457                | modifier les données · modifier les données |
| Rillieux-la-Pape          | 69286      | Rhône       | banlieue     | 14,48            | 31 479 (2022)                     | 2 174              | modifier les données · modifier les données |
| Saint-Priest              | 69290      | Rhône       | banlieue     | 29,71            | 49 193 (2022)                     | 1 656              | modifier les données · modifier les données |
| Saint-Symphorien-d'Ozon   | 69291      | Rhône       | banlieue     | 13,37            | 6 076 (2022)                      | 454                | modifier les données · modifier les données |
| Sathonay-Camp             | 69292      | Rhône       | banlieue     | 1,96             | 7 039 (2022)                      | 3 591              | modifier les données · modifier les données |
| Sathonay-Village          | 69293      | Rhône       | banlieue     | 5,15             | 2 418 (2022)                      | 470                | modifier les données · modifier les données |
| Sérézin-du-Rhône          | 69294      | Rhône       | banlieue     | 3,97             | 3 057 (2022)                      | 770                | modifier les données · modifier les données |
| Solaize                   | 69296      | Rhône       | banlieue     | 8,10             | 3 131 (2022)                      | 387                | modifier les données · modifier les données |
| Ternay                    | 69297      | Rhône       | banlieue     | 8,06             | 5 582 (2022)                      | 693                | modifier les données · modifier les données |
| Toussieu                  | 69298      | Rhône       | banlieue     | 5,02             | 3 186 (2022)                      | 635                | modifier les données · modifier les données |

## Évolution démographique
L'évolution démographique ci-dessous concerne l'unité urbaine selon le périmètre défini en 2020.
| 1968      | 1975      | 1982      | 1990      | 1999      | 2006      | 2011      | 2016      | 2022      |
| --------- | --------- | --------- | --------- | --------- | --------- | --------- | --------- | --------- |
| 1 193 782 | 1 297 236 | 1 310 333 | 1 364 208 | 1 424 253 | 1 499 519 | 1 561 660 | 1 646 769 | 1 715 750 |

## Pour approfondir